# Sphecodoptera scribai
Sphecodoptera scribai is een vlinder uit de familie wespvlinders (Sesiidae), onderfamilie Sesiinae.
Sphecodoptera scribai is voor het eerst wetenschappelijk beschreven door Bartel in 1912. De soort komt voor in het Palearctisch gebied.